# Whiskey-opstand

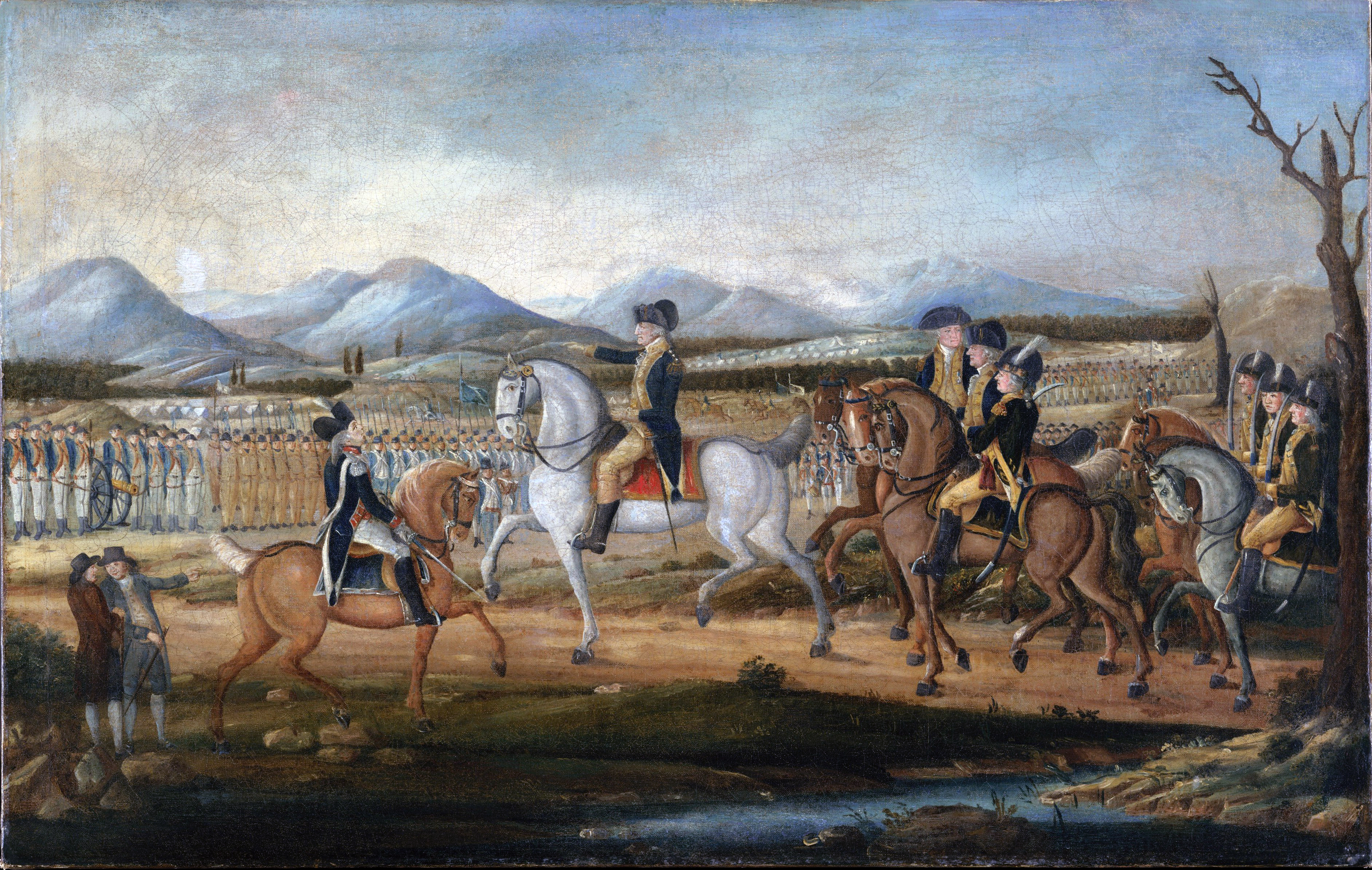
President George Washington inspecteert zijn leger bij Fort Cumberland, Maryland voordat het optrekt richting Pennsylvania

De Whiskey-opstand (in het Engels: Whiskey Rebellion of Whiskey Insurrection) was een Amerikaans belastingsconflict dat begon in 1791 tijdens het presidentschap van George Washington. 
Boeren gebruikten hun overgebleven graan om whiskey van te maken. Die konden zij dan gebruiken bij het uitwisselen van goederen. Minister van Financiën Alexander Hamilton wilde dat zij daar belasting over zouden betalen. Op die manier hoopte hij snel de Amerikaanse oorlogsschuld af te lossen. Veel van de boeren waren veteranen uit de Amerikaanse Onafhankelijkheidsoorlog en vonden dat zij stonden voor de principes van die revolutie. Zij wilden vrij zijn van de federale overheid, terwijl deze juist vond dat zij de wettelijke macht had belastingen te heffen omdat het Congres daartoe had besloten.
In county's in heel westelijk Pennsylvania intimideerde de bevolking de belastingambtenaren en maakte hun het werken onmogelijk. Het verzet kwam tot een hoogtepunt in juli 1794 toen een menigte van meer dan vijfhonderd gewapende mannen het gefortificeerde huis van de belastingambtenaar John Neville aanvielen. President George Washington stuurde onderhandelaars om de gesprekken met de rebellen aan te gaan. Tegelijkertijd vroeg hij de gouverneurs van Virginia, Maryland, New Jersey en Pennsylvania om manschappen ter beschikking te stellen. Een leger bestaande uit meer dan dertienduizend militiemannen arriveerde in westelijk Pennsylvania. De opstandelingen waren voor de komst van het leger al naar huis gegaan en het kwam niet tot een gewapend treffen. Enkele leiders van de opstand werden veroordeeld wegens landverraad maar werden door Washington gepardonneerd.
De Whiskey-opstand toonde aan dat de nieuwe federale overheid bereid was geweld te gebruiken bij het naleven van de wet. De opstand droeg ook bij aan de vorming van politieke partijen, een ontwikkeling die al gaande was. De Whiskeybelasting werd door de Democratisch-Republikeinse Partij afgeschaft nadat Thomas Jefferson in 1801 aan de macht kwam.